# 다카다 겐조
다카다 겐조(일본어: 高田 賢三 1939년 2월 27일 ~ 2020년 10월 4일)는 프랑스에서 활동했던 일본의 패션 디자이너로, 명품 패션 브랜드 겐조의 창립자이다. 그의 작품 중에는 "섞는 것이 좋다"는 생각에 따라 여러 가지 문화를 섞은 작품이 많다. 2020년 10월 4일 프랑스에서 코로나19로 사망했다.

## 약력
- 문화복장학원 디자인과 사범과 졸업.
- 고베 시 외국어대학 중퇴.
- 1965년 도불(渡佛). 패션 브랜드 "레노마"에서 스타일리스트로 근무.
- 1970년 독립. 파리에서 KENZO의 전신이 된 가게를 개장.
- 1970년 작품이 프랑스의 패션 잡지 엘르의 표지를 장식.
- 1993년 KENZO 브랜드를 루이비통의 모회사 LVMH 그룹에 매각.
- 1999년 은퇴.
- 2002년 복귀.
- 2004년 아테네 하계 올림픽의 식전 이동용 유니폼 디자인을 담당.
- 2020년 코로나19로 프랑스 뇌이쉬르센에서 사망.

## 디자인한 브랜드
- KENZO PARIS
- KENZO KI
- KENZO HOMME
- KENZO JEANS
- KENZO JUNGLE
- KENZO JUNIOR
- YUME
- K3